# Hun Manith
Hun Manith (tiếng Khmer: ហ៊ុន ម៉ាណិត; sinh ngày 17 tháng 10 năm 1981) là Trung tướng Quân đội Hoàng gia Campuchia (RCAF) và là con trai thứ tư của Thủ tướng Campuchia Hun Sen. Anh cả Hun Manet cũng là Đại tướng Quân đội Hoàng gia Campuchia và hiện là thủ tướng đương nhiệm của Campuchia. Ông hiện là Tổng Cục trưởng Tổng cục Tình báo, Bộ Quốc phòng Campuchia. Vợ là Hok Chendavy, con gái của cựu Cảnh sát trưởng Quốc gia Hok Lundy.